# Armin Meier
Armin Meier (Rickenbach, Lucerna, 3 de novembre de 1969) va ser un ciclista suís, que fou professional entre el 1996 i el 2001. Del seu palmarès destaquen dos Campionats nacionals en ruta. Va participar als Jocs Olímpics d'Estiu de 1992.
Va ser un dels ciclistes implicats en l'Afer Festina. Es va casar amb l'esquiadora Karin Roten.

## Palmarès
- 1994
  - 1r a la Stausee Rundfahrt
  - Vencedor d'una etapa a la Volta a Renània-Palatinat
- 1995
  - Vencedor d'una etapa al Tour de Normandia
- 1996
  -  Campió de Suïssa en ruta
  - 1r al Gran Premi de Brissago
  - Vencedor d'una etapa a la Viena-Rabenstein-Gresten-Viena
- 1999
  -  Campió de Suïssa en ruta

### Resultats al Tour de França
- 1998. Exclòs (juntament amb tot l'equip Festina)
- 1999. 31è de la classificació general
- 2000. Abandona (10a etapa)

### Resultats al Giro d'Itàlia
- 1997. Abandona (8a etapa)
- 1998. 48è de la classificació general

### Resultats a la Volta a Espanya
- 1999. No surt (2a etapa)
- 2000. 104è de la classificació general